# Vinzenz Chiavacci
Vincenz Chiavacci, född den 15 juni 1847 i Wien, död där den 2 februari 1916, var en österrikisk författare.
Chiavacci var anställd i flera tidningsredaktioner samt deltog i utgivandet av Johann Nestroys och Ludwig Anzengrubers samlade arbeten. Mest känd blev han likväl för sina humoristiska skisser och kulturbilder från Wien, såsom Wiener Typen (1893), Wiener vom alten Schlag (1895) med flera.